# Konwencjonalizm
Konwencjonalizm – przyrodoznawczy kierunek filozoficzny, powstały w V w. p.n.e. (Protagoras, Arystyp, sofiści), a rozwinięty w końcu XIX i w XX w. (Poincaré, Bergson, Ajdukiewicz), w myśl którego wszystkie twierdzenia i teorie o charakterze naukowym są konwencjami (tzn. mają umowny charakter). Rolą pełnioną przez te konwencje jest wygoda myślenia w procesach poznania i wartościowania w danym wycinku czasoprzestrzeni, co – w przekładzie potocznym – jest takim rozeznawaniem się w pewnej rzeczywistości, w którym umownie przyjmuje się określone sądy za prawdziwe bądź nieprawdziwe oraz określone rzeczy za dobre lub piękne bądź złe lub brzydkie. Niejako „użytkowym przekazem” konwencjonalizmu jest to, iż w praktyce nie ma wiecznie niezmiennych stanowisk wobec realiów – z racji tego, że rozwojową naturę ma myśl ludzka.
Istnieje konwencjonalizm:
- umiarkowany – istnieją pewne doświadczenia, które zmuszają nas do uznania pewnych sądów (np. zdania sprawozdawcze), ale są też doświadczenia, które nie zmuszają nas i potrzebna jest konwencja, by dowiedzieć się czym to coś jest.
- skrajny - różnica między koniecznością w jednym języku i brakiem konieczności uznania tych sądów w innym wynika z samej natury języka[2]